# Plus que jamais
 (janvier 2024).
Pour plus de détails, voir Fiche technique et Distribution.
Plus que jamais est un film dramatique franco-germano-luxembourgo-norvégien écrit et réalisé par Emily Atef, sorti en 2022. Le film a fait sa première mondiale au 75e Festival de Cannes dans la section Un certain regard le 21 mai 2022,,.

## Synopsis
Hélène est une femme française de 33 ans qui vit à Bordeaux, heureuse en mariage avec Matthieu depuis de nombreuses années. Leur vie bascule lorsqu’on diagnostique à Hélène une maladie pulmonaire rare et incurable. Hélène est totalement désemparée, ne sachant pas comment gérer cette nouvelle situation. Le seul espoir est une greffe des poumons, à condition de trouver un donneur et que la greffe réussisse. En quête de réponses, Hélène tombe sur un blogueur norvégien se faisant appeler Mister, gravement malade lui aussi, qui raconte sa vie avec un mélange de sincérité et d'humour acerbe. Cette attitude et la nature incroyable de la Norvège que montrent ses photos attirent Hélène. Elle contacte Mister et une véritable relation amicale commence entre eux car elle semble être alors capable d'exprimer ses sentiments. Même s'il lui est difficile de quitter Matthieu, Hélène écoute son instinct le plus profond et décide de partir seule en Norvège en traversant l'Europe afin de pouvoir trouver sa voie. La beauté du paysage, vaste et spectaculaire, le silence, la lumière nocturne, ainsi que le caractère inhabituel de l’amitié avec Bent — le vrai nom de Mister — lui font du bien. Mais Matthieu redoute qu’elle rate l’opportunité d’une greffe salvatrice et vient en Norvège pour la ramener en France. Hélène réalise alors qu’elle ne veut pas prendre le risque de mourir dans un hôpital mais qu’elle doit rester en Norvège pour y finir sa vie et que malgré, ou plutôt à cause de leur grand amour, elle doit y rester seule.

## Fiche technique
Sauf indication contraire, les informations mentionnées dans cette section peuvent être confirmées par les bases de données cinématographiques IMDb et Allociné,  présentes dans la section « Liens externes ».
- Titre : Plus que jamais
- Réalisation : Emily Atef
- Scénario : Emily Atef et Lars Hubrich
- Musique : Jon Balke
- Décors : Silke Fischer
- Costumes : Dorothée Guiraud
- Photographie : Yves Cape
- Son : Nicolas Cantin
- Montage : Sandie Bompar et Hansjörg Weißbrich
- Production : Xénia Maingot
- Sociétés de production : Eaux Vives Productions,  Niko Film, Samsa Film, Mer Film, Bjoca, Jour2Fête, Ramona Productions et Arte[1]
- Sociétés de distribution : Jour2Fête (France), The Match Factory (Allemagne)[1]
- Pays de production :  France[4],  Allemagne[4],  Luxembourg[4],  Norvège[4]
- Langue originale : français[4], anglais[4], norvège[4]
- Genre : drame
- Durée : 123 minutes[2]
- Budget : 4,8 million €[5],[1]
- Dates de sortie[6] :
  - France : 21 mai 2022 (Festival de Cannes)[7]; 16 novembre 2022 (sortie nationale)[8]

## Distribution
Sauf indication contraire, les informations mentionnées dans cette section peuvent être confirmées par la base de données cinématographiques Allociné,  présente dans la section « Liens externes ».
- Vicky Krieps : Hélène
- Gaspard Ulliel : Matthieu
- Bjørn Floberg : Bent « Mister »
- Sophie Langevin : Girlotto
- Valérie Bodson : la mère
- Matthieu Chedid : le musicien au concert
- Marion Cadeau : Audrey

## Production

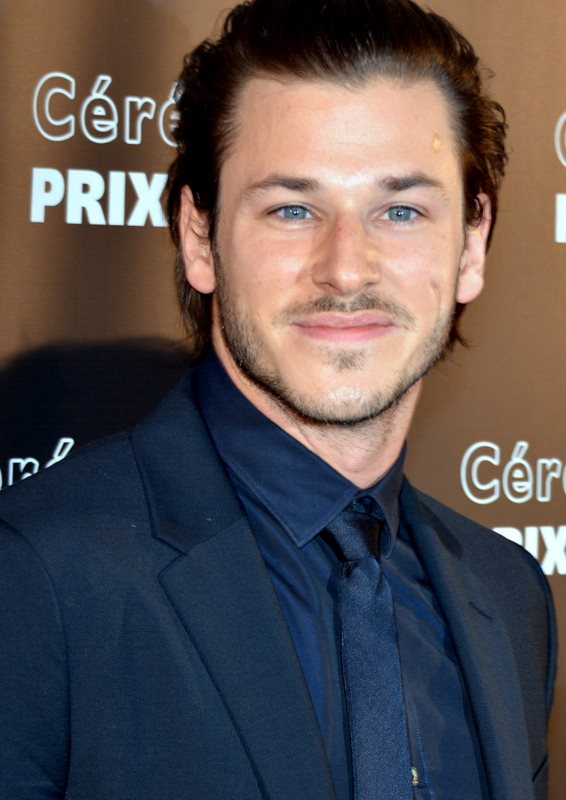
Plus que jamais est l'avant-dernier film dans lequel Gaspard Ulliel a tourné avant de mourir.

### Genèse et développement
Le film est une coproduction entre les sociétés françaises Eaux Vives Productions, Bjoca, Jour2Fête, Ramona Productions et Arte avec le Luxembourgeois Samsa Film, le Norvégien Mer Film et l'Allemand Bayerischer Rundfunk. Avec un budget de 5,2 millions d'euros, la production est à 33,07 % française, 33,07 % allemande, 23,85 % luxembourgeoise, et 10,01 % norvégienne. Le film a été soutenu financièrement par Arte Grand Accord, Arte, le CNC et le traité de coproduction franco-allemand. Parmi les autres bailleurs de fonds figurent le Filmförderung Hamburg, le Regional Fund Medienboard, le DFFF, Pandora, le Film Fund Luxembourg, le Norwegian Film Fund et le Zefyr Regional Fund Norway. Plus que jamais est également parrainé par plusieurs sociétés de médias, telles que France Culture, Ciné+, Elle, Le Parisien et SensCritique, qui figurent toutes sur l'affiche officielle du film.
La réalisatrice Emily Atef a eu l'idée du film en 2010, et il lui a fallu plus de dix ans pour faire décoller ce film, trouver son histoire et convaincre les financiers. Le titre original du film était « Mister »,. Le 22 février 2018, le site britannique Screen Daily rapportait qu'Emily Atef préparait sa première production en français intitulée «Mister». La productrice Xenia Maingot a déclaré qu'Atef « voulait viser haut » pour le casting du film et que des négociations étaient en cours avec une éventuelle actrice française de haut niveau pour le rôle principal. Le film devait tourner au début de l'été 2019.
Le 21 août 2020, Screen Daily a rapporté que le casting réuni comprenait l'actrice luxembourgeoise Vicky Krieps, l'acteur français Gaspard Ulliel, l'acteur danois Jesper Christensen et l'actrice norvégienne Liv Ullmann. L'acteur norvégien Bjørn Floberg a été annoncé au casting le 29 avril 2021. La réalisatrice Emily Atef a déclaré au Le Parisien en mai 2022 que Vicky Krieps a été choisie pour le rôle principal parce qu'elles se connaissent depuis très longtemps: « Vicky est ma voisine à Berlin, nos filles sont copines depuis toujours. On voulait travailler ensemble. » Emily Atef a dit aussi que c'était Vicky Krieps qui avait suggéré Gaspard Ulliel pour le rôle de Matthieu parce «qu'ils étaient amis. Amis copains, de longue date. Et ils n’avaient jamais tourné ensemble.» Cependant, dans une interview pour le magazine français Première quelques jours plus tard, Atef a déclaré que Krieps avait suggéré Ulliel pour le film après l'avoir rencontré lors d'un casting. Atef a déclaré que trois ans avant la tournage du film, Ulliel est allé la voir avec des notes, telles qu'il a trouvé le prénom de son personnage, et qu'il lui a proposé plein de choses. Atef a déclaré aussi qu'Ulliel est resté fidèle au projet, malgré tout les problèmes du projet, comme des difficultés de financement, le Covid et beaucoup de retards de tournage, alors qu'il recevait sans cesse d'autres propositions. « Le personnage le touchait », la réalisatrice dit.

### Tournage
Le tournage a commencé en France le 14 avril 2021. Le tournage a eu lieu à Bordeaux, en France, entre le 14 et le 23 avril, avant de déménager dans un studio luxembourgeois la fin du mois d'avril. Gaspard Ulliel tournait également le téléfilm de Canal+, La Vengeance au triple galop, à la même période entre avril et mai 2021. La production a déménagé en Norvège le 11 mai 2021, suivie d'une période de quarantaine obligatoire (en raison de la pandémie de COVID-19),, où le tournage s'est terminé le 4 juin 2021.
Gaspard Ulliel est décédé le 19 janvier 2022 des suites d'un accident de ski en Savoie, France, où il passe ses vacances avec son ex et dernière compagne, Gaëlle Pietri, et leur fils, Orso, de six ans. Il devait faire la synchronisation du film trois semaines après l'accident. Plus que jamais était l'avant-dernier film d'Ulliel, bien qu'il soit souvent cité et promu comme son dernier film,. Après avoir terminé le tournage de Plus que jamais en juin 2021, il a tourné la mini-série américaine du MCU, Moon Knight,, et en décembre 2021, il a terminé son vrai dernier film: Coma de Bertrand Bonello,, mais le rôle d'Ulliel dans Coma a été gardé secret jusqu'à ce que le film a été sélectionné pour le Festival du film de Berlin en février 2022, ce qui en fait le premier film sorti après sa mort.

## Accueil

### Sortie
Plus que jamais devait initialement sortir en France le 9 novembre 2022, une semaine avant Coma (l'autre film avec Gaspard Ulliel), dont la date de sortie était fixée au 16 novembre 2022, mais en juin 2022, la date de sortie de Plus que jamais a été déplacée au 16 novembre 2022, la même date de sortie de Coma, qui avait été annoncée le 12 mai 2022.

### Accueil critique
En France, le site Allociné propose une moyenne de 3,6⁄5, après avoir recensé 19 critiques de presse.
« C’est ce qui semble intéresser Emily Atef : déprendre la maladie de sa seule appréhension médicale, sociale, en la déplaçant au milieu d’une nature indifférente. Une déterritorialisation salvatrice pour l’héroïne comme pour le film : s’extirpant de France, Plus que jamais se détache aussi du cinéma français et de ses automatismes, dans lesquels la première partie, qui relevait plus d’une mise en place, s’engouffrait ».

### Box-office
Pour son premier jour d'exploitation en France, Plus que jamais réalise 4 533 entrées, dont 2 602 en avant-première, se positionnant cinquième du box-office des nouveautés, derrière Les Engagés (5 504) et devant La Maison (3 286).

## Distinction

### Sélection
- Festival de Cannes 2022 : sélection « Un Certain Regard »